# سيمون هولدن
سيمون هولدن (بالإنجليزية: Simon Holden)‏ هو لاعب كرة قدم بريطاني، ولد في 9 مارس 1968.